# Radio Ebro
Radio Ebro  es una emisora comercial de radio aragonesa que emite en el área  de Zaragoza. Tiene su sede en la zaragozana calle del Coso.

## Historia
Inició sus emisiones en 1987, como continuación de la emisora de radio libre Antena del Ebro, con carácter musical y enfocado a la juventud. En 1993 redefine su programación para introducir espacios informativos centrados en la información local y regional. 
En el año 2015 el grupo Ixeia 2000 S.L. consigue una licencia de emisión para un canal local de televisión digital terrestre en la demarcación de Alagón, 15TV. Desde 2017 emite diversos programas compartidos con Radio Ebro  